# Rudolf Pfleiderer
Rudolf Pfleiderer (auch: Rolf Pfleiderer; * 2. Februar 1912 in Wuppertal; † 13. August 1997) war ein deutscher Jurist. Er war  im Dritten Reich Staatsanwalt an den deutschen Sondergerichten in Prag und Brünn im  Reichsprotektorat Böhmen und Mähren, in der Bundesrepublik Deutschland Oberstaatsanwalt am Oberlandesgericht Celle. Er war an mindestens sechs Todesurteilen beteiligt.

## Lebensweg

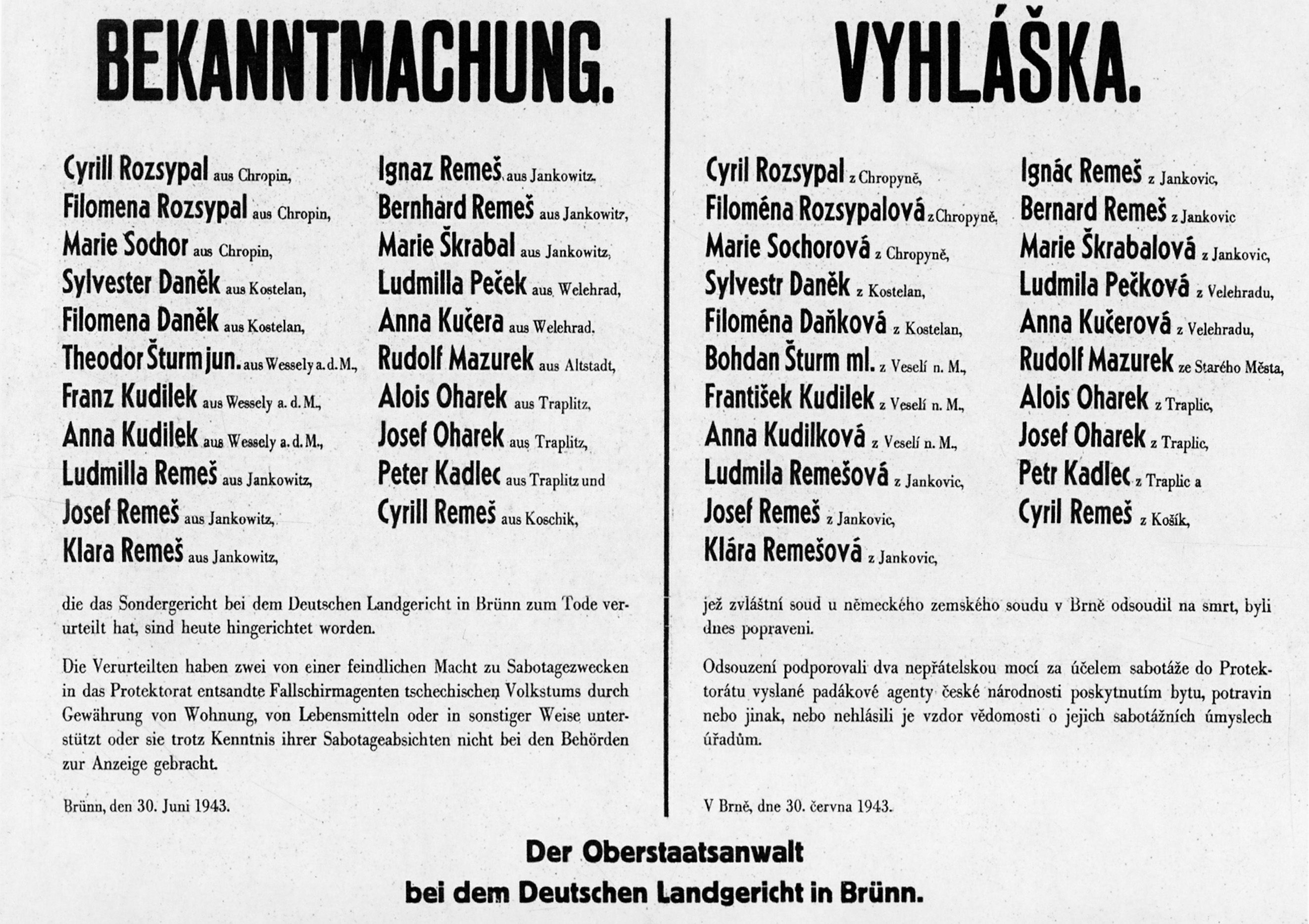
Bekanntmachung über 21 Todesurteile des Sondergerichts Brünn, vollstreckt am 30. Juni 1943

Zum 1. Mai 1933 trat Pfleiderer der NSDAP (Mitgliedsnummer 2.583.220) und im Oktober 1933 der allgemeinen SS bei. Im Jahr 1939 schloss er sein Studium der Rechtswissenschaften in Berlin mit der Note „Gut“ im zweiten Staatsexamen ab. Anschließend kam er als Assessor an die deutsche Staatsanwaltschaft nach Brünn im damaligen Reichsprotektorat Böhmen und Mähren. 1941 wurde er Staatsanwalt am Landgericht Brünn. Bis 1942 war er auch beim deutschen Sondergericht Brünn für Kapitalverbrechen und für die Strafverfolgung gegen so genannte Gewohnheitsverbrecher zuständig. Ende 1942 wurde er zur Wehrmacht eingezogen und kämpfte als Leutnant und Kompanieführer in Sardinien. Im April 1945 geriet er in Gefangenschaft.
Nach seiner Entlassung aus der Gefangenschaft bewarb er sich um eine Einstellung in den niedersächsischen Justizdienst. Sein Entnazifizierungsverfahren endete mit seiner Einstufung in die Kategorie IV („Mitläufer“). Die für Niedersachsen zuständigen britischen Militärbehörden lehnten 1946 Pfleiderers Wiedereinstellung in den Justizdienst zunächst unter Hinweis auf seine Tätigkeit am Sondergericht Brünn und auf seine frühere NSDAP-Mitgliedschaft ab. Daraufhin arbeitete Pfleiderer vorübergehend als Hilfsarbeiter und Flurhüter auf einem landwirtschaftlichen Staatsgut in der Nähe von Hannover. Pfleiderer beantragte die Überprüfung seines ersten Entnazifizierungsbescheides und erhielt im August 1948 die Einstufung in die Kategorie V („Entlasteter“). Im März 1949 wurde er Staatsanwalt am Landgericht Verden. 1958 wurde er dann Erster Staatsanwalt beim Oberlandesgericht (OLG) Celle, und 1965 wurde er zum Oberstaatsanwalt befördert.
Der „Verband der Antifaschistischen Widerstandskämpfer der Tschechoslowakei“ erstattete 1960 beim niedersächsischen Justizministerium Strafanzeige unter anderem auch gegen Pfleiderer, der in der Kriegsverbrecherliste der Tschechoslowakei geführt wurde. Seine Beteiligung an mindestens sechs Todesurteilen konnten ihm nachgewiesen werden. Zwar wurde in Deutschland ein Ermittlungsverfahren gegen Pfleiderer eröffnet, das aber noch im gleichen Jahr wieder eingestellt wurde und keine dienstrechtlichen Konsequenzen hatte.
Nach den Erinnerungen des Richters Ulrich Vultejus, der Pfleiderer aus seiner Zeit beim Landgericht Verden kannte, soll Pfleiderer, der als Staatsanwalt an den Sondergerichten Prag und Brünn an Todesurteilen beteiligt war und während des Zweiten Weltkrieges auch bei Hinrichtungen in Wien zugegen gewesen sein soll, über Kollegen gespottet haben, denen nach der Teilnahme an solchen Exekutionen das Mittagessen nicht mehr geschmeckt habe.
Pfleiderer wurde im 1968 veröffentlichten Braunbuch der DDR aufgeführt. Pfleiderer wurde als Vertreter niedersächsischer Staatsanwälte in den Vorstand des Deutschen Richterbundes gewählt.
Rolf Pfleiderer verstarb 1997.